# The Celts
The Celts es un álbum de la artista Irlandesa Enya, lanzado en 1992. Es un relanzamiento reprocesado de su primer álbum Enya. Aparte del sonido mejorado, este nuevo lanzamiento también contenía una versión alargada de la melodía "Portrait" (que duraba 1:23 en el lanzamiento original Enya), titulada "Portrait (Out Of The Blue)" cuya duración es de 3:12.

## Lista de canciones
| N.º | Tema                                     | Duración |
| --- | ---------------------------------------- | -------- |
| 1.  | "The Celts"                              | 2:58     |
| 2.  | "Aldebaran"                              | 3:05     |
| 3.  | "I Want Tomorrow"                        | 4:02     |
| 4.  | "March Of The Celts"                     | 3:17     |
| 5.  | "Deireadh An Tuath"*                     | 1:44     |
| 6.  | "The Sun In The Stream"                  | 2:55     |
| 7.  | "To Go Beyond (Part 1)"                  | 1:22     |
| 8.  | "Fairytale"                              | 3:03     |
| 9.  | "Epona"                                  | 1:37     |
| 10. | "Triad: St. Patrick, Cú Chulainn, Oisin" | 4:25     |
| 11. | "Portrait (Out Of The Blue)"             | 3:12     |
| 12. | "Boadicea"                               | 3:32     |
| 13. | "Bard Dance"                             | 1:23     |
| 14. | "Dan Y Dŵr"*                             | 1:41     |
| 15. | "To Go Beyond (Part 2)"                  | 3:00     |
| 16. | "Eclipse"                                | 1:33     |

Notas:
- *Estas dos pistas presentan la misma música, pero sus letras individuales están en diferentes idiomas: "Deireadh an Tuath" está escrita en gaélico, mientras que "Dan y Dŵr" está en galés, además esta última no es presentada en una versión stereo a diferencia de su contraparte.

## Producción
- Música compuesta por Enya.
- Publicado por EMI Songs Ltd.
- Producido por Nicky Ryan
- Ingenieros: Nigel Reid, excepto pistas 2, 4 por Nicky Ryan
- Arreglos: Enya, Nicky Ryan
- Diseño: Sooky Choi
- Fotografía: David Scheinmann
- Masterizado por Arun

## Ranking
Álbum
| Año  | Ranking                         | Posición |
| ---- | ------------------------------- | -------- |
| 1990 | Mejor Álbum New Age(US)         | 14       |
| 1992 | Posición Oficial del Álbum (UK) | 10       |

## Traducción al castellano de los títulos
Álbum: The Celts (Los Celtas)
1. "The Celts" (Los Celtas)
2. "Aldebaran" (Aldebarán - El Seguidor) *Nombre de la estrella roja de la constelación de Tauro que seguían los celtas.
3. "I Want Tomorrow" (Quiero un Mañana)
4. "March of the Celts" (Marcha de los Celtas)
5. "Deireadh An Tuath" (El Fin de la Tribu)
6. "The Sun in the Stream" (El Sol en el Riachuelo)
7. "To Go Beyond" (Ir Más Allá) *Se refiere a cruzar el Océano Atlántico por los vikingos.
8. "Fairytale" (Cuento de Hadas)
9. "Epona" (Epona) *La diosa de los caballos.
10. "Triad: St. Patrick, Cú Chulainn, Oisin" (Tríada: San Patricio, El Sabueso de Cullan, Oisin) *Se refiere a mitologías celtas.
11. "Portrait (Out of the Blue)" (Retrato (De Repente))
12. "Boadicea" (Boudicca - La Victoriosa) *Es una heroína celta, reina de la tribu Iceni.
13. "Bard Dance" (Danza Barda)
14. "Dan Y Dŵr" (Bajo las Aguas)
15. "Eclipse" (Eclipse) *Versión en audio reverso de 'Deireadh an Tuath'